# Olly van Abbe
Aldegonda Clementina Maria „Olly“ van Abbe (* 25. März 1935 in Eindhoven; † 13. Januar 2017 in Tilburg) war eine niederländische Malerin und Bildhauerin.

## Leben
Olly van Abbe war die älteste Tochter von Albert van Abbe (1910–1984) und Marijke Hoffmann und wuchs mit ihren acht jüngeren Geschwistern in einer Villa in der „Dr Schaepmanlaan 12“ in Eindhoven auf. Ihr Vater war Direktor der Zigarrenfabrik Karel I, die von ihrem Großvater, dem jüdischen Unternehmer Henri van Abbe (1880–1940), gegründet worden war. Außerdem sammelte er moderne Kunst, für die er 1936 ein Museum stiftete und es der Stadt schenkte. Olly van Abbe wurde von den Malern Jan Sluijters und Kees van Dongen porträtiert. Sie wurde katholisch erzogen und besuchte das Nonneninternat Notre Dame des Anges der Franziskanerinnen in Ubbergen. Nach dem Abitur studierte sie Kunst an der ArtEZ Academie voor beeldende kunsten in Arnhem und war Schülerin des Bildhauers Cephas Stauthamer.
In Arnhem lernte Olly van Abbe Ad van Vliet kennen, der eine Werft an der Waal betrieb. Nach der Heirat zog sie mit ihm nach Nijmegen, wo die drei Kinder Renate, Carl-Frans und Raymond zur Welt kamen. Sie war weiterhin künstlerisch tätig, zum Missfallen ihres Mannes, und schuf Statuen aus Ton und später aus Bronze, darunter auch Kinderdarstellungen. Sie trennte sich von ihrem Mann und heiratete später Han de Vries († 2010), mit dem sie den weiteren Sohn Michiel bekam. Auch mit mittlerweile vier Kindern arbeitete sie als Bildhauerin und Malerin, unterstützt von ihrem zweiten Mann, der sie in ihrer Bildhauerei ermutigte und ihre Kunst wertschätzte.

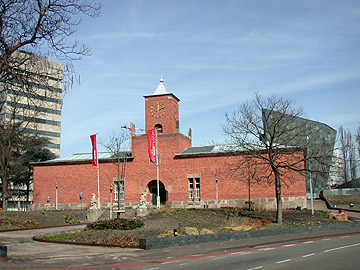
Van Abbemuseum, Eindhoven
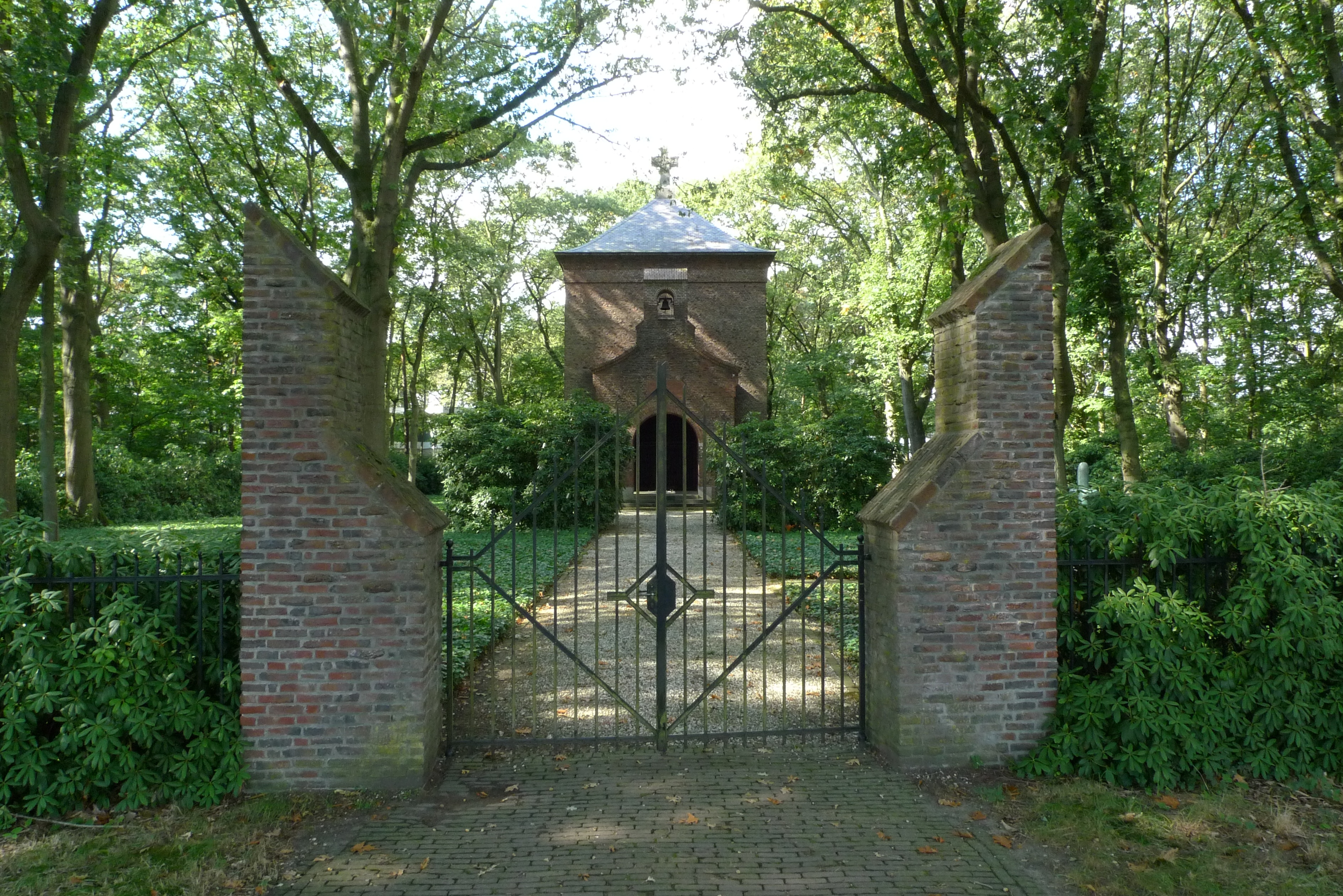
Mausoleum der Familie Van Abbe, Eindhoven

Olly van Abbe engagierte sich zudem für den Erhalt historischer Gebäude. Nach dem Abriss des alten Rathauses in der Rechtestraat in Eindhoven entwarf sie eine Bronzefliese, die an das monumentale Gebäude erinnert. Als die Gemeinde 1993 Pläne hatte, das von ihrem Großvater gegründete Van Abbemuseum abzureißen, gelang es ihr, mit der 1992 unter ihrer Mitinitiative gegründeten „Henri van Abbe Stichting“, das charakteristische Gebäude des Architekten Alexander Kropholler zu erhalten. Die Stiftung hat den „Henri van Abbe-Preis“ ins Leben gerufen, der aus einer Urkunde und einer Bronzemedaille besteht, die von Olly van Abbe entworfen wurde.
Nach einer Gehirnblutung kurz vor Weihnachten 2016 in ihrem Atelier in Eindhoven starb Olly van Abbe Mitte Januar 2017 im Elisabeth-Krankenhaus in Tilburg. Sie wurde im Mausoleum der Familie Van Abbe, das 1935 auf einem Privatgrundstück an der Roostenlaan in Eindhoven errichtet wurde, beigesetzt.

## Werk
Olly van Abbe fertigte Porträtköpfe aus Stein und Bronze, goss Tiere wie Pandas, Erdmännchen und Skorpione aus Bronze und schuf Fassadendekorationen aus Keramik sowie Kunst für Kircheninnenräume. Ihre Porträtköpfe zeigten zum Teil Brüder, Schwestern und Kinder, sie übernahm aber auch Auftragsarbeiten und porträtierte Industrielle und Politiker, darunter Frits Philips und den ehemaligen Tilburger Bürgermeister Gerrit Brokx. Außerdem schuf sie Kunst im öffentlichen Raum, hauptsächlich als Fassadenkunst mit großen Keramikdarstellungen. Ihre Werke waren anfangs figurativ und wurden später experimenteller und abstrakter.
Werke (Auswahl):
- De Bleek (1978), Keramische Fassadendekoration, Stratumsedijk 1–3, Eindhoven
- De Rietvink, Keramische Fassadendekoration, Tongelresestraat, Eindhoven
- Baders en baadsters (1980), Keramische Fassadendekoration, Kastelenplein, Eindhoven[9]
- Mandarijn (1982), Keramische Fassadendekoration, Geldropseweg, Eindhoven (ausgeführt im Atelier St. Joris)
- Relief im Innenhof, Keramische Fassadendekoration, Zorgcentrum Vincent Depaul/Missihuis Sint Jozef, Panningen (ausgeführt im Atelier St. Joris)[10]
- Drie koningen uit het oosten volgen de ster (1990), Reliefbild, SBO de reis van Brandaan (Sonderschule), Kanunnikensven 1, Eindhoven (ausgeführt im Atelier St. Joris)[11]
- 750 Jahre Eindhoven (1982), Bronzefliese, Rechtestraat/Jan van Hooffstraat 24–26, Eindhoven
- Gedenktafel mit Reiher (1990), Reigerlaan, Eindhoven
- Herzog Jan II. von Brabant (2001), Skulptur, Papenvoort, Nuenen[12]
- De drie Wieven, Skulptur, Helmond
- Heilige Lambertus, Ambrosius, Augustinus, Nicolaas en Willibrordus (1995), Skulpturen, zusammen mit Herm Driessen, Lambertuskerk, Sint Lambertusplein, Horst aan de Maas[13]
- Medaille des Henri van Abbe-Preis, Bronze[5]
- Frits Philips, Bronzebüste, Muziekcentrum Frits Philips, Eindhoven
- Bürgermeister von Tilburg Gerrit Brokx, Bronzebüste, Concertzaal, Tilburg

2018 wurde im Rathaus von Eindhoven die Ausstellung „Kinderen van hier“ mit Kinderporträts und Selbstporträts von Kunstschaffenden aus der Stadt gezeigt. Unter den Kinderporträts befand sich auch das von Jan Sluijters gemalte Porträt von Olly van Abbe sowie ihre eigenen Porträtzeichnungen von Kindern.

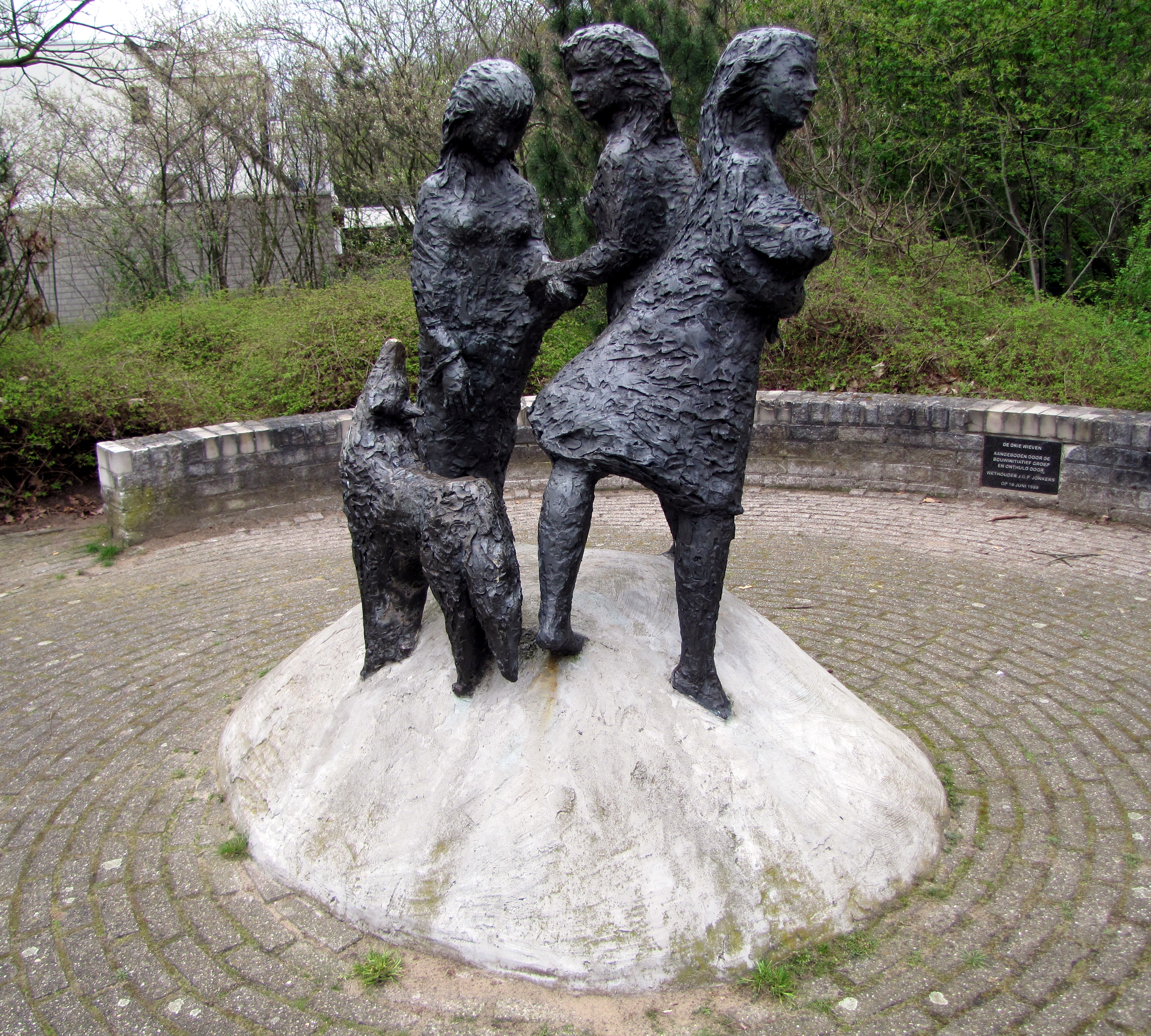
De drie Wieven
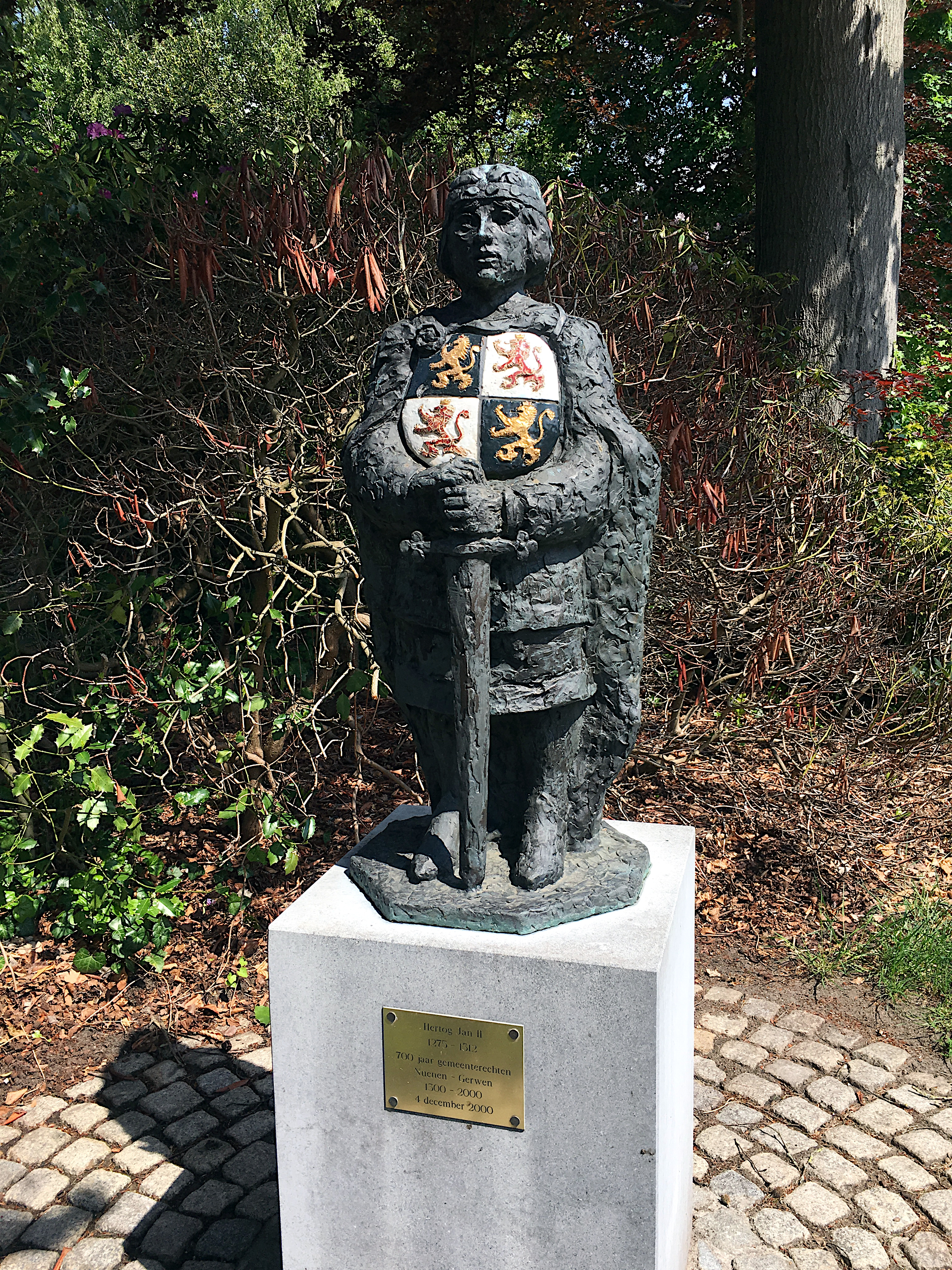
Jan II van Brabant
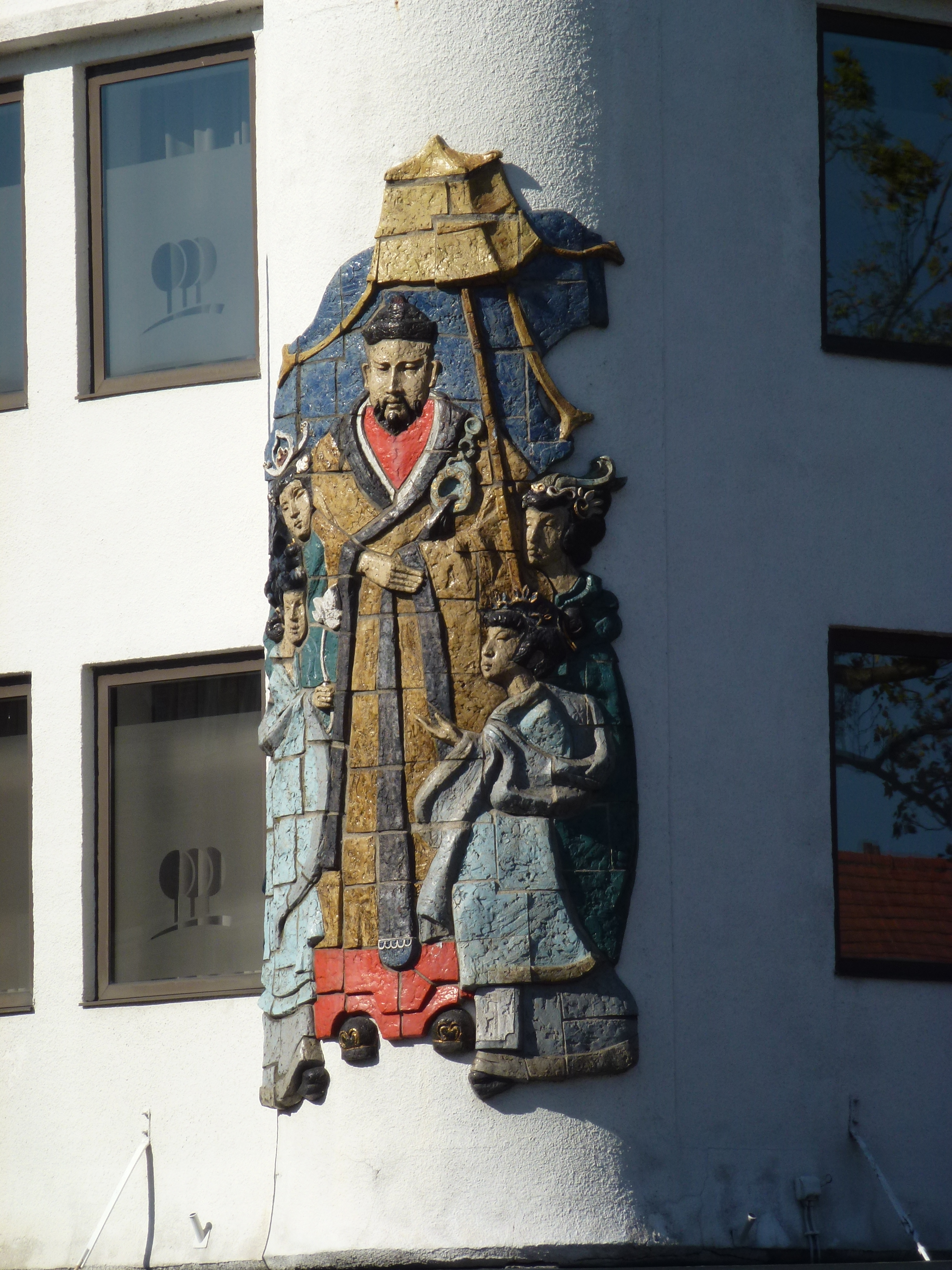
Mandarijn
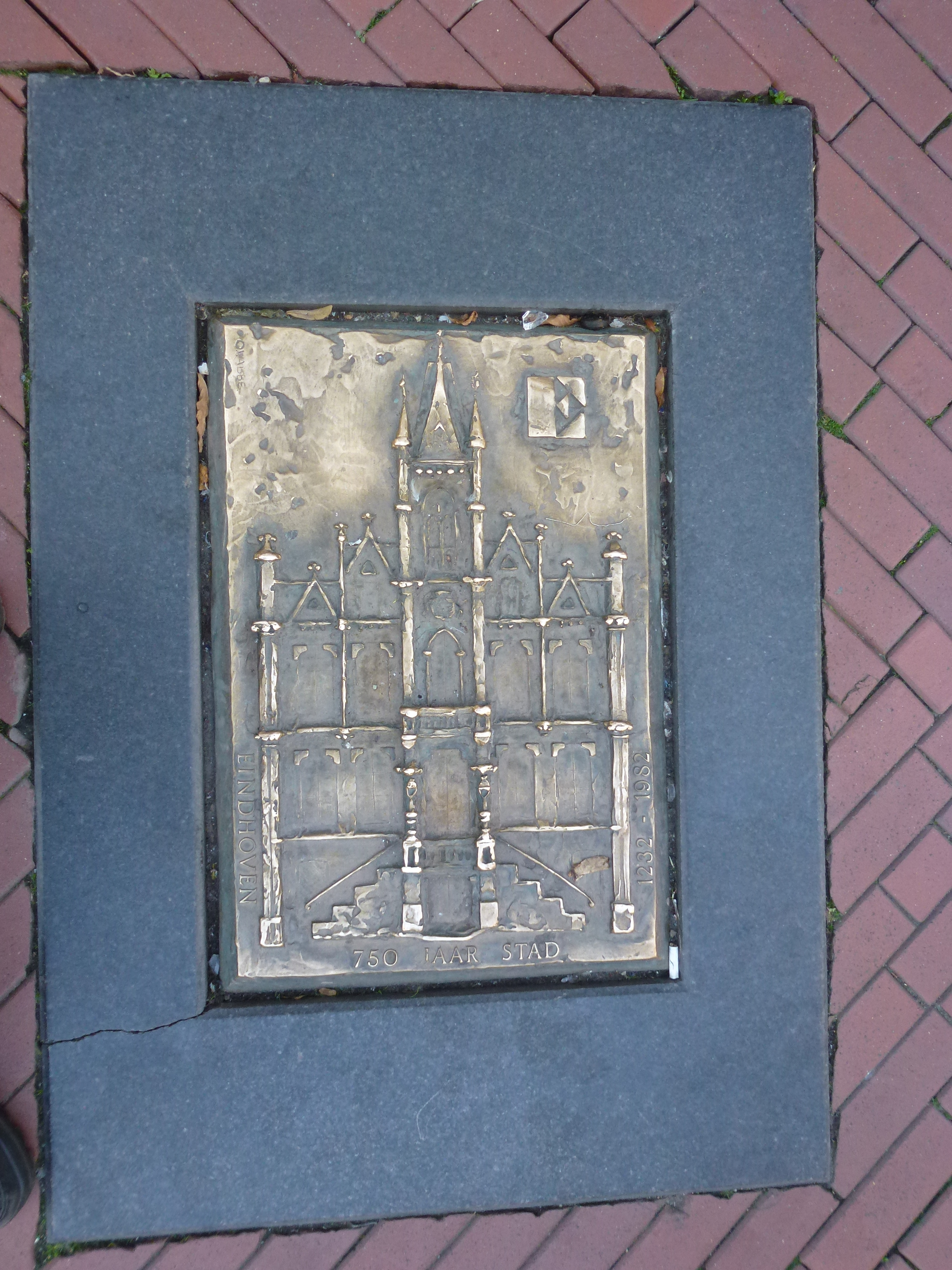
750 Jahre Eindhoven
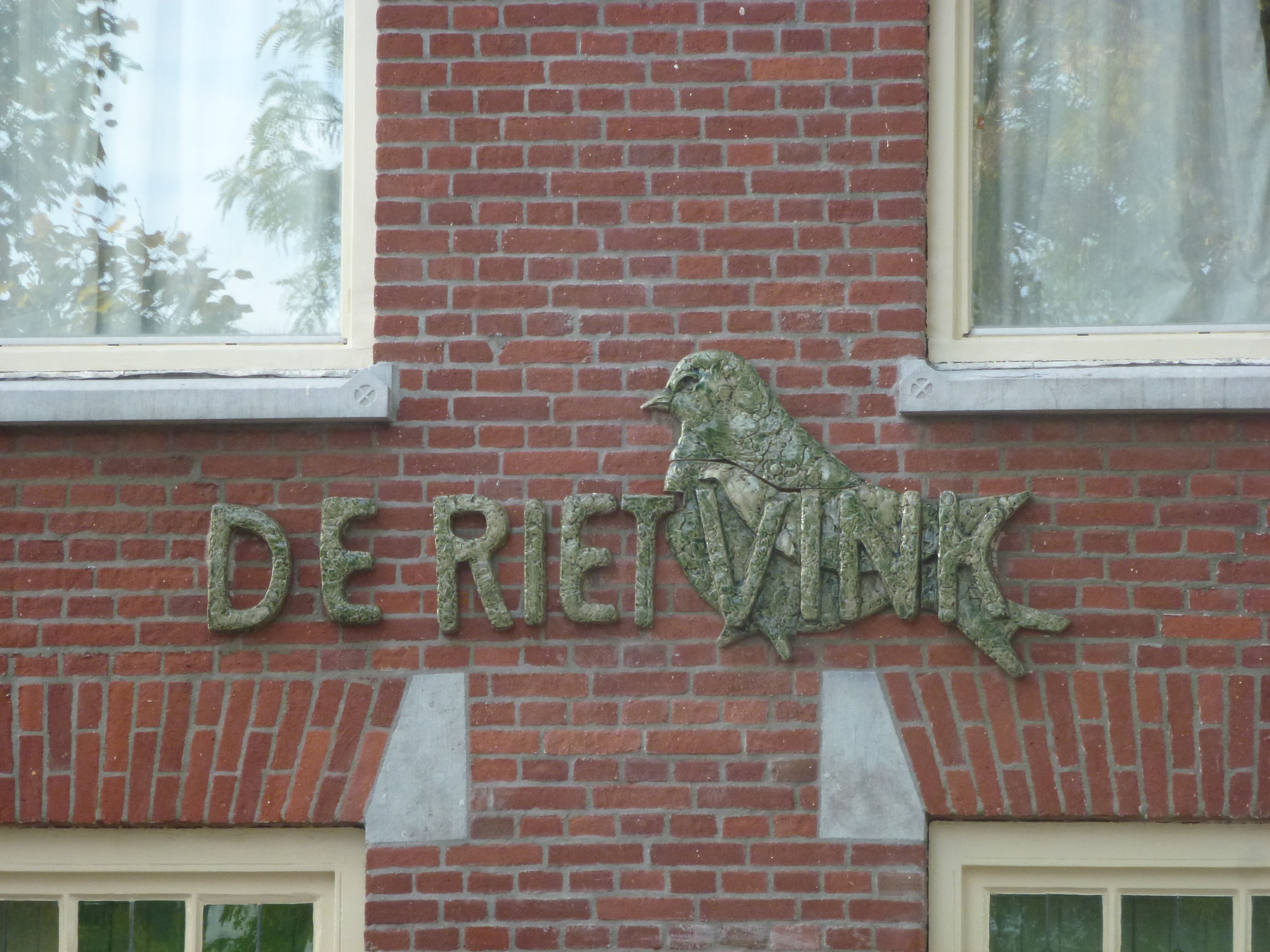
De Rietvink
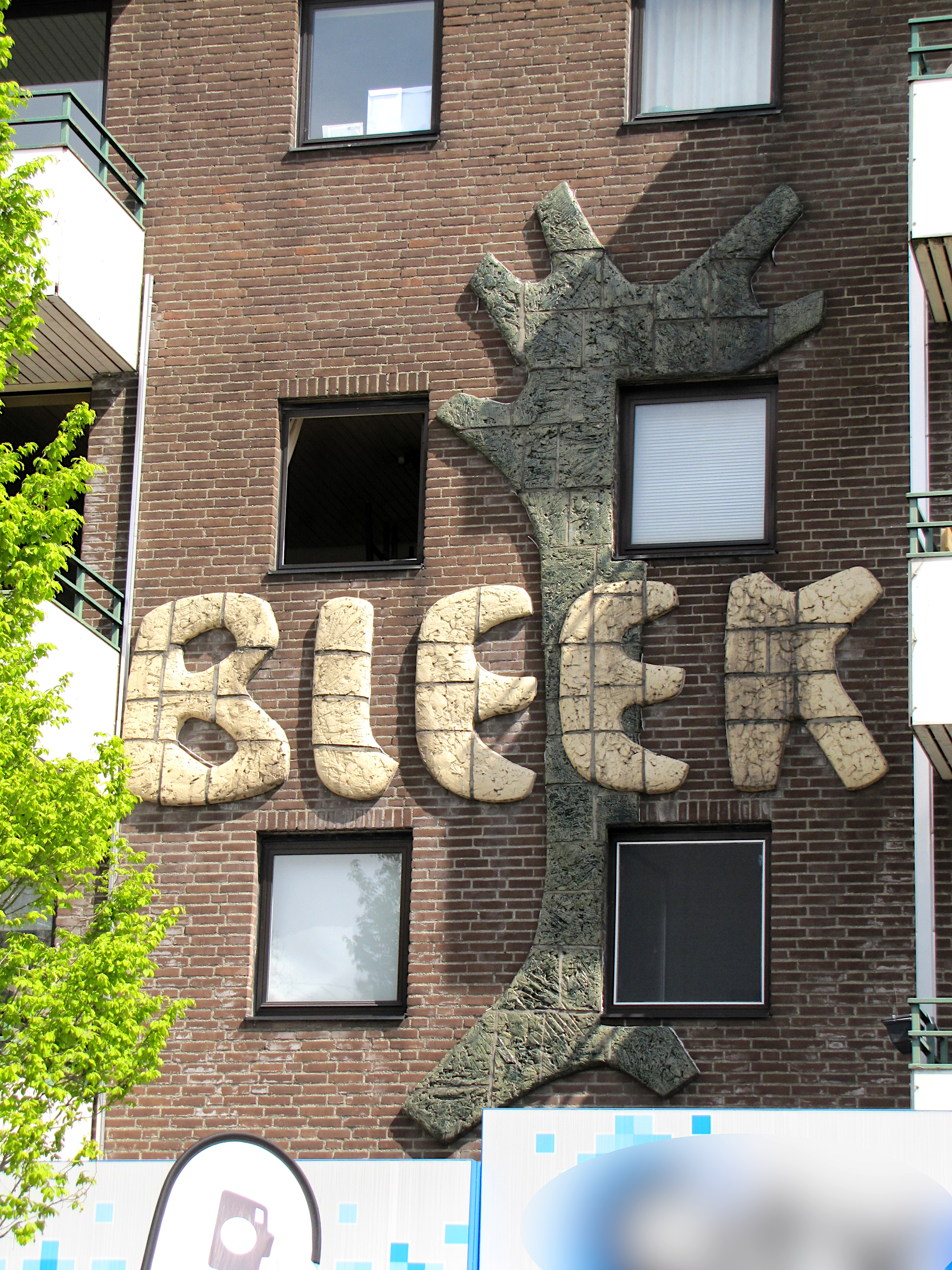
De Bleek